# نقشه (فیلم ۲۰۰۶)
نقشه (به هندی: Naksha) فیلمی است محصول سال ۲۰۰۶ و به کارگردانی ساچین باجاج است. در این فیلم بازیگرانی همچون سانی دئول، ویوک اوبروی، سمیرا ردی، جکی شروف ایفای نقش کرده‌اند.
این فیلم در ایران توسط مؤسسه رسانه‌های تصویری دوبله و پخش شده‌است.